# 686

## Decese
- 2 august: Papa Ioan al V-lea  (n. 635)
- dată necunoscută: Umamah bint Zainab  (n. ?)